# Cichawy
Cichawy – wieś sołecka w Polsce położona w województwie mazowieckim, w powiecie ciechanowskim, w gminie Sońsk.
Na terenie obecnie istniejącej wsi Cichawy prawdopodobnie już w czasach starożytnych istniały pierwsze formy osadnictwa. Na jednej z żwirowni w latach 60. XX wieku odkryto prymitywne piece hutnicze które nazywano dymarkami. Znaleziono także gliniane skorupy datowana na około 2000 – 3000 lat p.n.e.
W XVIII wieku na terenie wsi żyły trzy rodziny szlacheckie (prawdopodobnie Gnatowscy, Rożnowscy i Żebrowscy). Po tych rodzinach do chwili obecnej zostały trzy stawy, inne rzeczy z nimi związane raczej się nie zachowały. W latach 1830 – 1850 Aleksander Sędzimir, dziedzic Ślubowa kupując część ziemi z Modzel i oddając część swojej ziemi utworzył wieś Cichawy. Zbudował obory, domy i stodoły, a później osadził tam szesnastu gospodarzy dając im po 30 morgów ziemi (16,8 ha). Za otrzymaną ziemię i budynki gospodarze odrabiali pańszczyznę tj. 2 lub 3 dni pieszo i 2 lub 3 konno (trwało to do roku 1864, czyli zniesienia pańszczyzny). W tym samym czasie Sędzimir osadził również we wsi kowala, młynarza i pastucha który pasł wszystkie wiejskie krowy. Cała wieś była zobowiązana utrzymać wyżej wymienionych ludzi. Gospodarze byli osadzeni w kolejności alfabetycznej (do chwili obecnej lasy i część łąk jest podzielona według tamtej kolejności).
Po dwóch pożarach wsi postanowiono przeprowadzić komasację, ponieważ przedtem każdy gospodarz posiadał ok. 20 działek ornych. W 1929 każdy rolnik zamieszkiwał już na swojej działce. W okresie przedwojennym eksploatowano torf do nawożenia pól, a potem wykorzystywano go jako opał. Około 1964 roku wieś zelektryfikowano. Obecnie na terenie wsi Cichawy rozwijają się przedsiębiorstwa wydobywające kruszywa, rolnictwo powoli zanika.
W latach 1975–1998 miejscowość administracyjnie należała do województwa ciechanowskiego.
Cichawy graniczą z miejscowościami: Jurzyn, Jurzynek, Kubice, Bylice, Kałęczyn, Soboklęszcz, Gąsocin.